# Hamburg-Bergedorf (stacja kolejowa)
Hamburg-Bergedorf – stacja kolejowa w Hamburgu, w dzielnicy Bergedorf, w Niemczech.
Stacja jest położona między centrum dzielnicy Bergedorf i Lohbrügge.
Stacja jest obsługiwana przez linie S2 i S21 S-Bahn w Hamburgu. Pociągi S-Bahn odjeżdżają z torów z numerami 3,4 i 5. W kierunku Aumühle znajduje się małe zaplecze dla nieużywanego taboru.
Z torów z numerem 1 i 2 zatem kursują pociągi regionalne do Schwerina i Rostocku, jak i dalekobieżny do Berlina.
Dworzec autobusowy zapewnia połączenie do centrum Hamburga i należy do największych na terenie miasta.

## Historia
Dworzec został otwarty 15 grudnia 1846 w ciągu budowy linii Hamburg – Berlin.
Ponieważ trasa kolejowa została „podniesiona” i tory leżały na wałach, zaistniała konieczność wybudowania nowego dworca w 1937 roku. Z tego nowego dworca odjeżdżały też pociągi do bliskiego Geesthacht. Po drugiej wojnie światowej ta trasa została zlikwidowana, a na terenie byłych torów wybudowano parkingi. Przez podzielenie Niemiec ruch między Hamburgiem a Berlinem zaniknął, więc przedłużono tylko S-Bahn z centrum Hamburga do Bergedorfu w 1958 roku, a do Aumühle w 1969.
Po zjednoczeniu Niemiec ruch między Berlinem a Hamburgiem wzrósł potężnie i oddzielono tory S-Bahn od dalekobieżnych. Dla pociągów dalekobieżnych zostały w ciągu przebudowy na początku lat 90. wybudowane nowe perony.
W 2008 roku został zburzony główny budynek dworca kolejowego, jak i autobusowego. 18 września 2011 do użytku został oddany nowy dworzec autobusowy, który teraz leży na wysokości torów kolei.

## Remont
W 2008 roku został zburzony dworzec kolejowy i autobusowy i zaczęto przebudować całą okolice w około dworca. Dworzec autobusowy został przybliżony do peronów kolei, a na jego miejscu powstała galeria handlowa.

## Zdjęcia

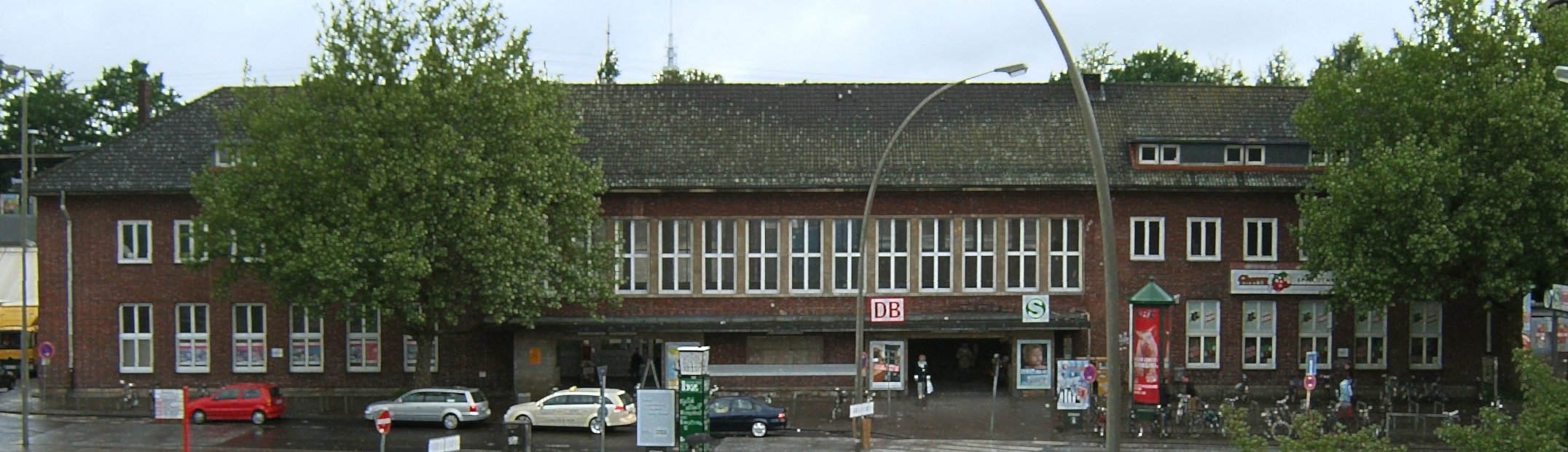
Widok na stary dworzec kolejowy
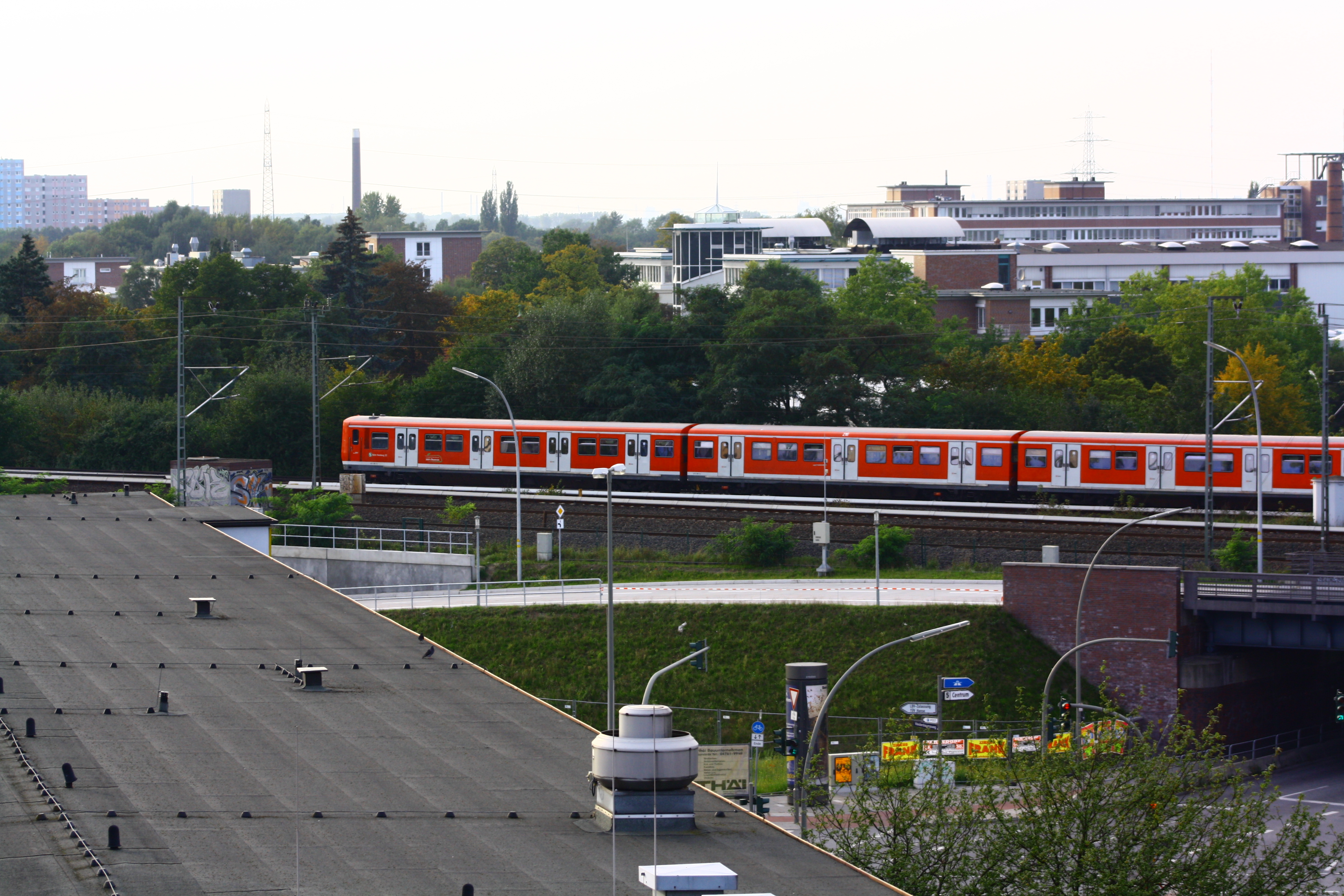
S-Bahn opuszcza dworzec na Bergedorfie w kierunku Hamburskiego centrum
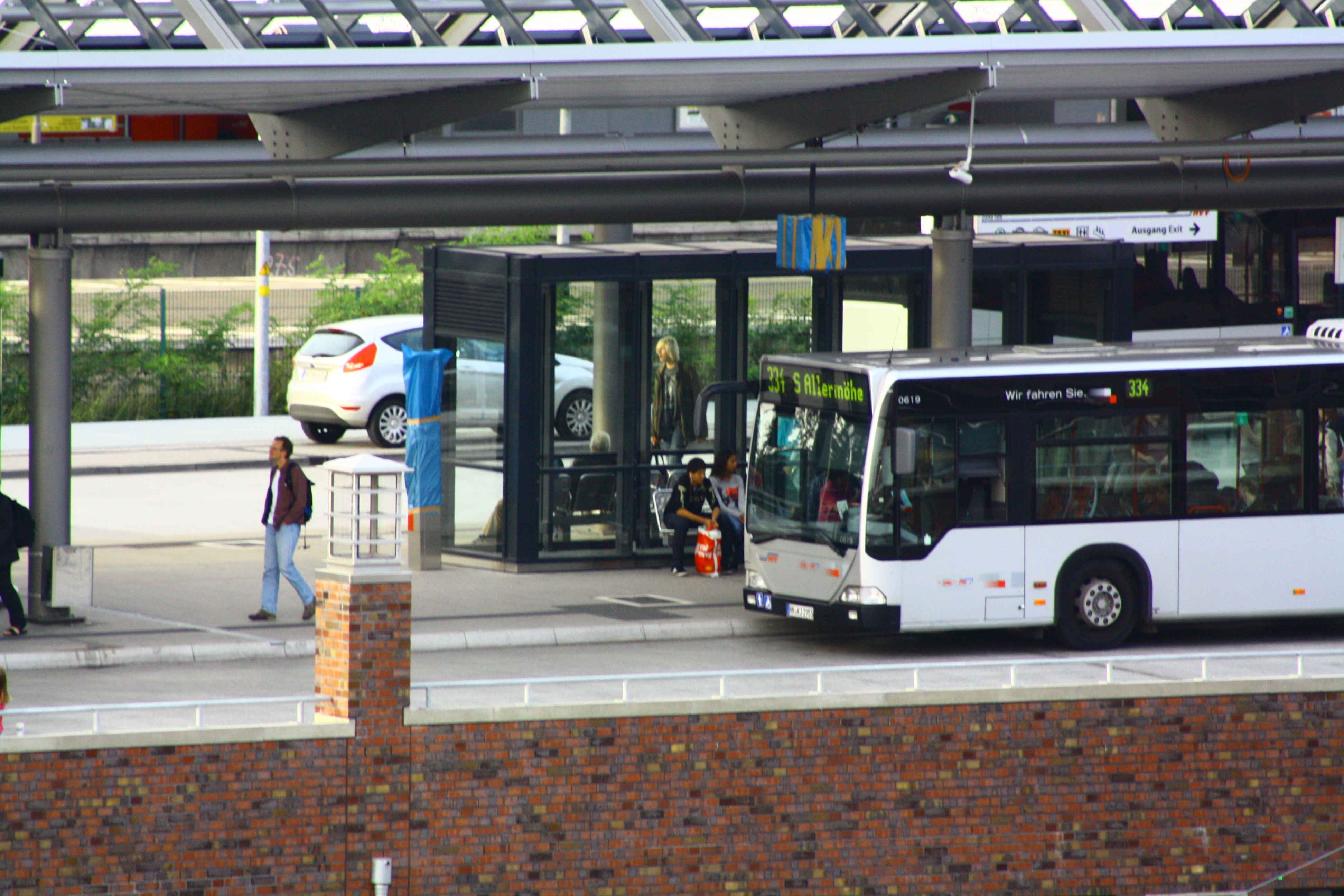
Autobus na nowym dworcu autobusowym, widoczny częściowy brak zadaszenia
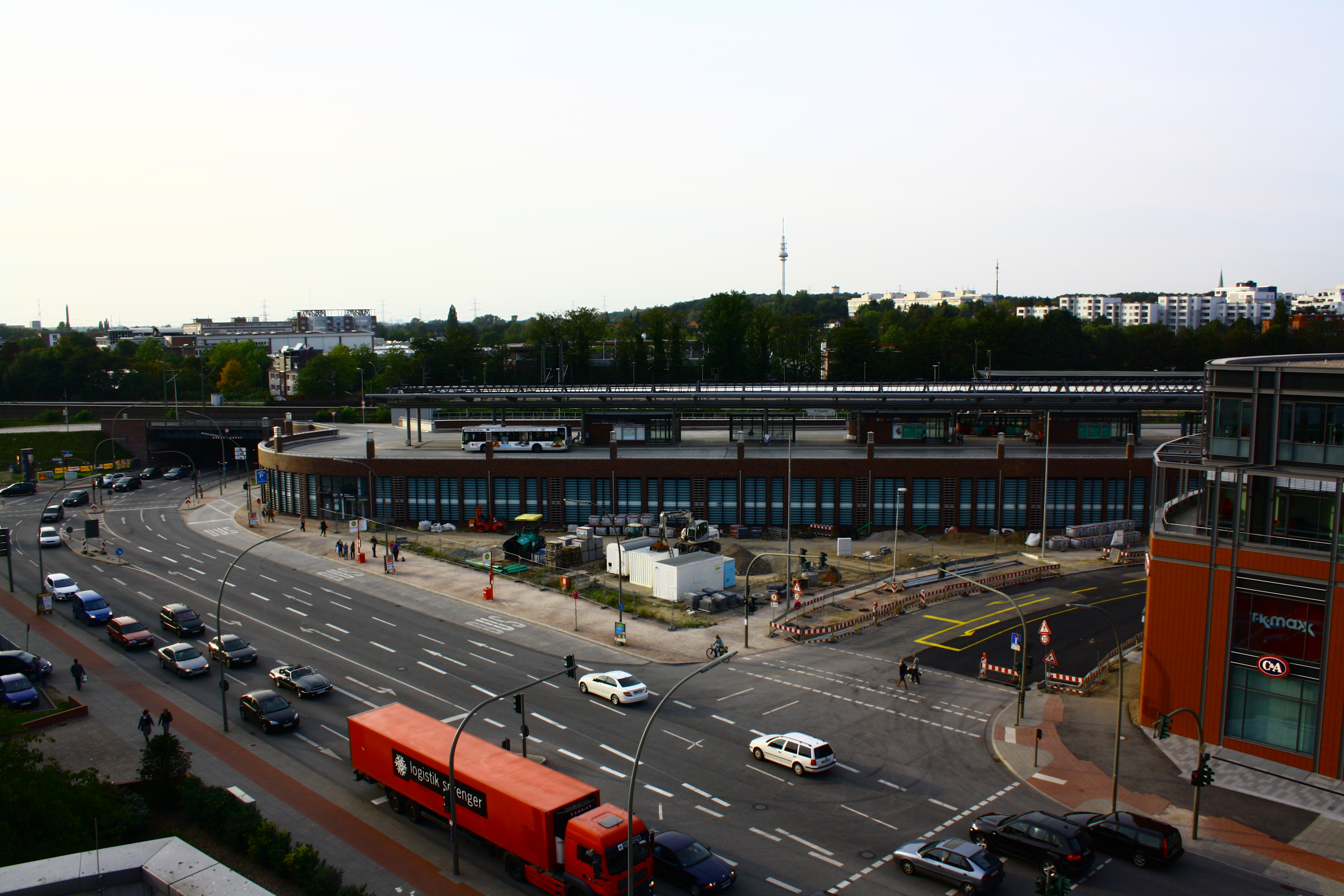
Już uruchomiony dworzec autobusowy
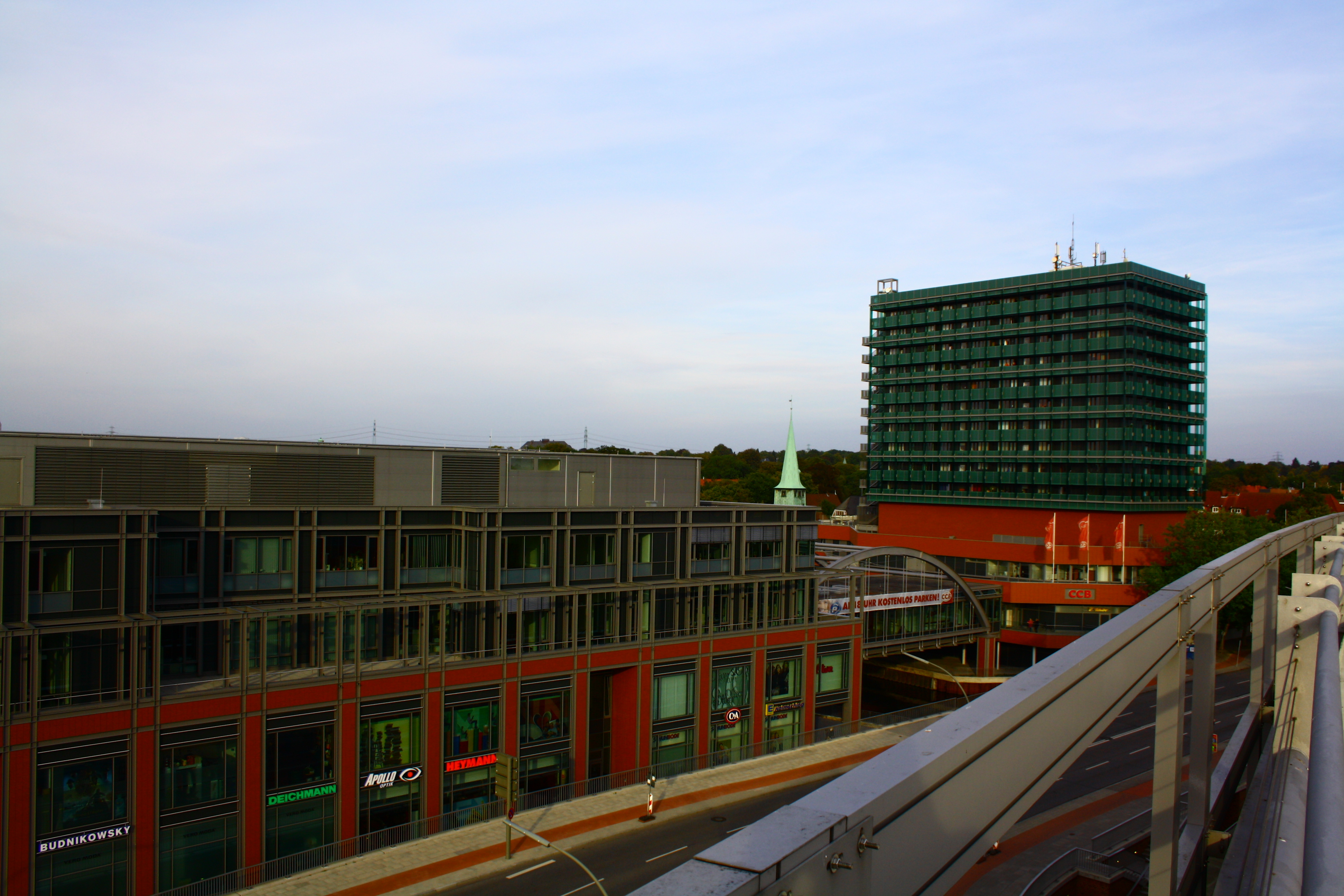
Odświeżona okolica w około dworca

## Połączenia dalekobieżne, regionalne i kolejki miejskiej
- IC 26 (Binz –) Stralsund – Karlsruhe, pojedyncze połączenia
- IC 27 (Westerland (Sylt) – Hamburg  –) Berlin  – Drezno – Praga – Brno, pojedyncze połączenia
- RE R 20 Hamburg – Schwerin – Rostock – Stralsund
- RB R 20 Hamburg – Büchen